# 竹北伍福宮
24°49′20″N 121°01′45″E / 24.822183°N 121.029302°E
竹北伍福宮，是位於臺灣新竹縣竹北市十興、兒七公園的土地祠，合祀該里因規劃縣治二期都市計畫區而被迫拆遷的五尊土地神。

## 歷史沿革

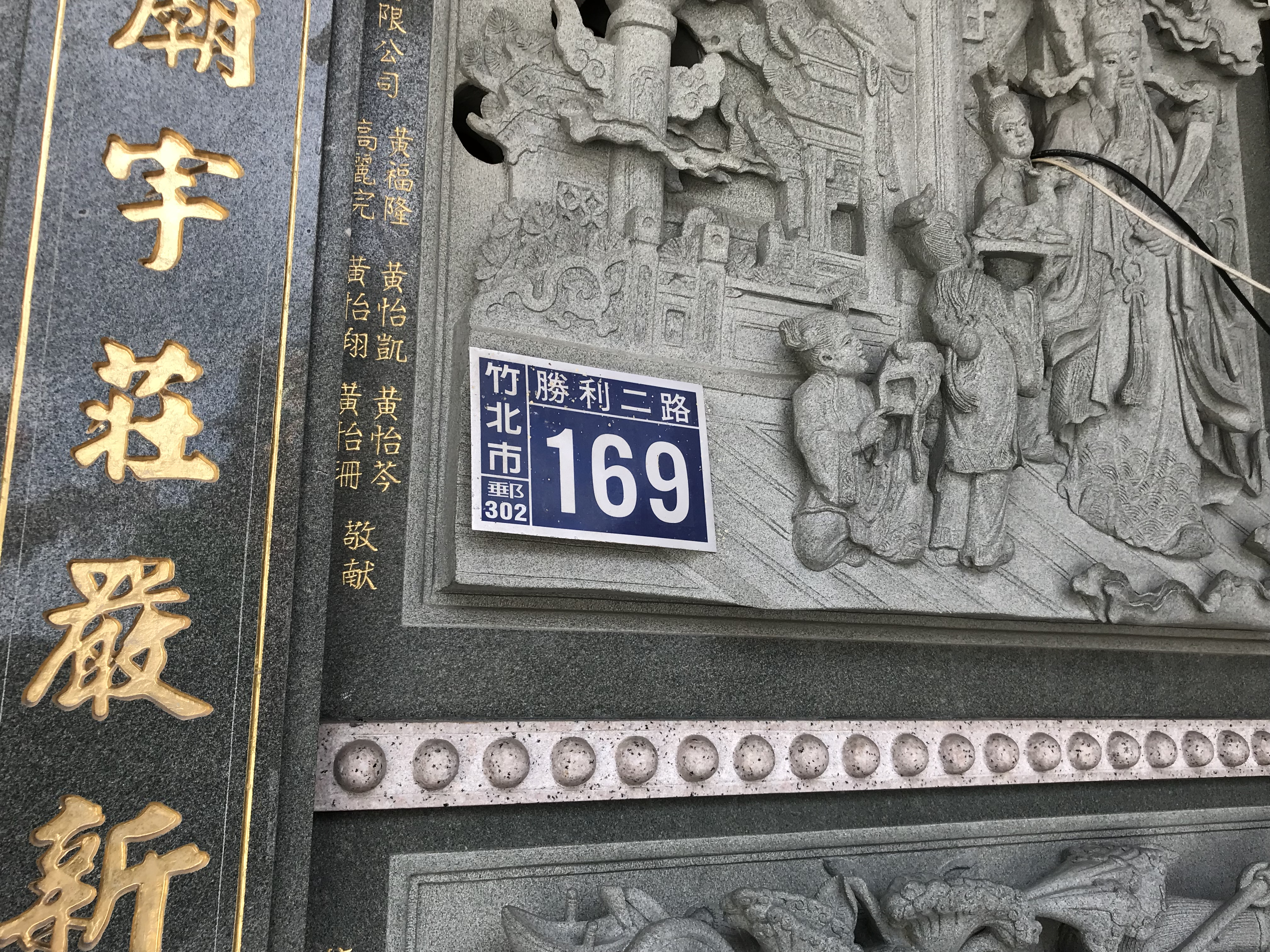
門牌為勝利二路169號。

1999年12月14日，新竹縣政府召開協調會議，決定將縣治第二期徵收區的十八座伯公廟，以高速公路與文興路綠園道分經緯，劃分三處集中祭祀：高速公路以西悉數遷置於兒十公園；高速公路以東與園道以北安置在兒七公園；高速公路以東與園道以南設至兒二十四公園。對於民眾反映土地公集中安置的疑慮，縣長林光華則說縣府實在無這麼多土地安遷，望大家配合，認為此可營造觀光景點，成為地方上一大特色。
因安遷這些廟工作困難，次年2月29日展開第六度協商主持會議。林光華表示伯公廟安遷作業應尊重信仰，但絕不淪為迷信。此會決議建廟經費由各區現有伯公廟查估補償費金額為準，已發放部分請各管理人將補償費繳交縣府，尚未領取部分暫緩發放，由縣政府以代收代付方式統籌辦理，以期盡速辦。會議也指派縣政府工務局委託建築師設計及之後的發包、施工作業。至於粗略圖案設計、形式與民眾溝通等則由民政局負責，以達分工負責之效。
因應十興里的五座伯公廟合併，里民將神像先以鐵皮屋收容，合組的建廟團體取作「伍福宮籌建委員會」，邀林光華擔任名譽主任委員。在重建籌劃過程中考量神像失竊問題，特別設計體重一公噸的石刻神像，因此可免加防竊的鐵欄柵，讓信徒可來接近。新廟地占地百餘坪。
2001年2月26日，林光華邀信徒和十興里林金水等人協調，以風水考量將伍福宮廟址稍微往左移，避免面對竹北天安宮牆角。同年3月29日建立臨時廟。規劃的石香爐、金爐、前庭、後院都比一般伯公廟大。同年12月11日，縣府決議將高速公路以西的伯公廟們，比照高速公路以東的伍福宮處理模式合建。
當時縣治二期重畫區內房地產火熱，連帶使伍福宮香火旺盛，不少建商奉獻香油錢，報導曾說一個多月就有5、600萬元收入。2005年4月3日，伍福宮落成啟用，近千名信徒參加，典禮由已任省主席的林光華、立委葉芳雄、縣府機要秘書王庚春、竹北代理市長范萬炎、市公所主秘張錦河、縣議員黃齡慧和廟方主委彭吉台等人主持。

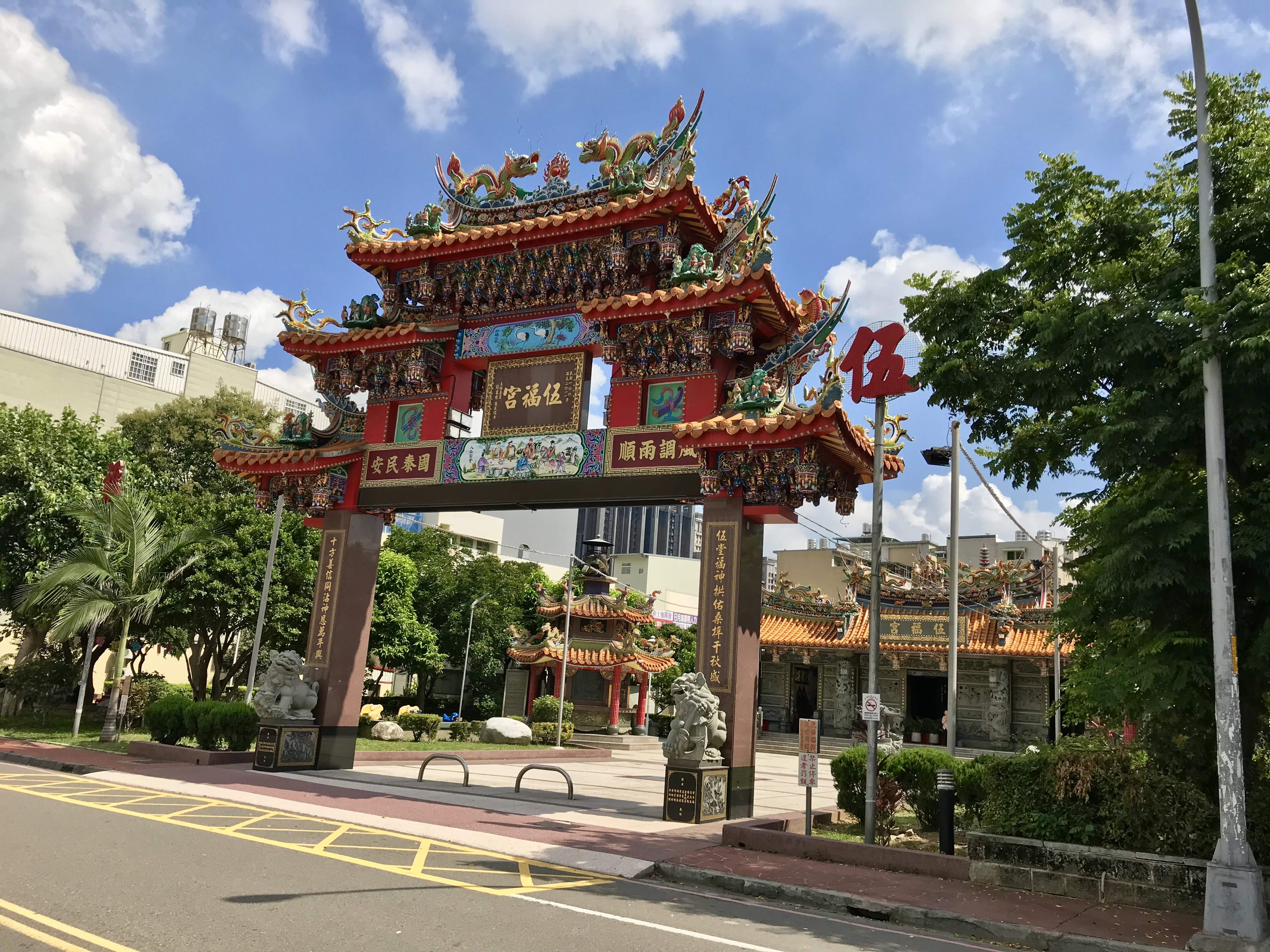
牌樓